# Ха Чон У
Ха Чон У (кор. 하정우 (Ha Jung Woo), имя при рождении — Ким Сон Хун (кор. 김성훈; род. 11 марта 1978) — южнокорейский актёр, режиссёр и художник.

## Детство
Ха Чжон У родился и вырос в семье актёров. Его отец, Ким Ён Гон, является известным театральным актёром, который также снялся во многих фильмах и сериалах. Младший брат Ха Чжон У, Ким Ён Хун, также является актёром (псевдоним — Чха Хён У). В одном из интервью Ха рассказывал, что всегда мечтал быть таким же хорошим актёром, как и его отец, и всегда к этому стремился. Перед тем, как поступить в колледж, Ха Чжон У учился в частном актёрском институте, где его наставником был популярный корейский актёр Ли Бом Су. Затем он поступил в университет Чунан на театральный факультет. В 1998 году Ха Чжон У был зачислен на обязательную военную службу, работал в отделе по связям Вооружённых сил с общественностью. Во время службы он снялся в десяти военных фильмах.

## Чжон как актёр
Официально Ха дебютировал в 2002 году в комедийной дораме "Honest Living", в следующем году он уже дебютировал на большом экране, снявшись в художественном фильме «Мадлен». В течение следующих нескольких лет Ха Чжон У в основном играл второстепенные роли, которые никогда не оставались незамеченными и получали много внимания. В 2005 году его карьера резко пошла вверх, когда он подписал эксклюзивный контракт с агентством SidusHQ, и по их рекомендации взял псевдоним — Ха Чжон У. В этом же году он сыграл свою первую главную роль в фильме «The Unforgiven». Затем он появился в спорном артхаусном фильме Ким Ки Дука под названием «Время», который привлёк к себе внимание не только корейских зрителей, но и стран ближнего зарубежья. После окончания съёмок фильма Ха Чжон У в дораме «Отдел по расследованию серийных убийств» сыграл роль хладнокровного прокурора, которого связывают романтические отношения с женщиной-полицейским. Также он снялся в американском фильме «Никогда навсегда», и получил много похвалы за свою игру от организаторов международного кинофестиваля.

### Фильмы
В 2008 году Ха Чжон У совершил прорыв, снявшись в фильме «Преследователь», в котором сыграл роль серийного убийцы. Фильм стал хитом в корейском прокате, было продано более 5 миллионов билетов, и получил высокие оценки от кинокритиков, а Ха Чжон У получил очень много наград за свою игру. В этом же году он сыграл психопата в сочетании с характером очаровательного мерзавца в фильме «Мой милый враг», и благодаря этому проекту, где Ха Чжон У смог продемонстрировать в полном объёме свою универсальность, его назвали одним из самых востребованных актёров в корейской киноиндустрии. В течение следующих нескольких лет Ха Чжон У работал просто нон-стоп, взяв на себя сразу же несколько главных и разнообразных ролей в таких проектах, как «Лунный свет Сеула», «Лодка», «Взлёт» (который стал одним из самых крупнейших кассовых хитов 2009 года).
Американский режиссёр Мартин Скорсезе похвалил Ха Чжон У, сказав, что у этого актёра действительно есть очень большой потенциал. Такой, что он легко мог бы сравниться с известными голливудскими актёрами Леонардо Ди Каприо и Мэттом Дэймоном. Чуть позже он снялся в проекте «Жёлтое море», где сотрудничал со своим старой коллегой — актёром Ким Юн Соком. За роль в этой дораме Ха Чжон получил несколько наград, как «лучший актёр». Далее он снялся в юридическом триллере под названием «Клиент», и режиссёр похвалил его за «применение истинного блеска и гениальности» в процессе производства. С 2008 года он встречался с фотомоделью Гу Ын Э, они расстались в январе 2012 года.
В 2011 году Ха опубликовал сборник эссе под названием «Ha Jung-woo, Good Feeling». В своих эссе актёр рассуждает о жизни и делится своими мыслями о таких известных художниках, как Пабло Пикассо, например. В книгу также вошли иллюстрации 60 рисунков Ха Чжон У.
В 2013 году был снят фильм «Пристегните ремни», в котором Ха Чон У дебютировал как режиссер и сценарист.
В 2015 году Ха Чжон У сыграл главную роль в фильме «Убийство», экранизации китайского романа 1995 года.
Помимо всего прочего, Ха также является художником. Первоначально это было просто его хобби во время студенческой жизни. Впервые Ха Чжон У серьёзно занялся написанием картин в 2008 году, смешав два стиля — поп-арт и экспрессионизм. Он даже устроил несколько собственных выставок. Критики высоко оценили работы Ха Чжон У, написав, что в них много ярких цветов, а композиции, сами по себе очень интересные, напоминают работы американского художника Жана Мишеля Баския. Сам же Ха Чжон У говорит, что рисование — это всего лишь его хобби, в которое он вкладывает все свои эмоции и которое помогает ему выражаться в качестве актёра.

## Фильмография

### Фильмы

#### Актёр
| Год  | Корейское название        | Английское название                   | Роль                            | Компания                          |
| ---- | ------------------------- | ------------------------------------- | ------------------------------- | --------------------------------- |
| 2003 | 마들렌                    | Мадлен                                | Джун Хо                         | Cinema Service                    |
| 2004 | 슈퍼스타 감사용           | Superstar Mr. Gam                     | Ким Ю Вэл                       | CJ Entertainment                  |
| 2005 | 잠복근무                  | She's on Duty                         | Детектив Чо                     | Showbox                           |
| 2005 | 용서받지 못한 자          | The Unforgiven                        | Ю Тхэ Чон                       | Chungeorahm                       |
| 2006 | 시간                      | Time                                  | Джи Ву                          | Happinet Pictures Korea           |
| 2006 | 구미호 가족               | The Fox Family                        | Son fox                         | MK Pictures                       |
| 2007 | 두번째 사랑               | Never Forever                         | Ким Джи Ха                      | Prime Entertainment Arts Alliance |
| 2007 | 숨                        | Breath                                | Муж Ён                          | Sponge Entertainment              |
| 2008 | 우리 생애 최고의 순간     | Forever the Moment                    | Blind date man                  | Sidus FNH                         |
| 2008 | 추격자                    | The Chaser                            | Дже Ён Мин                      | Showbox                           |
| 2008 | 비스티 보이즈             | Beastie Boys                          | Джэ Хён                         | Lotte Entertainment               |
| 2008 | 울학교 이티               | Our School's E.T.                     | Красивый врач                   | SK Telecom                        |
| 2008 | 멋진 하루                 | My Dear Enemy                         | Чо Бён Ун                       | Lotte Entertainment               |
| 2009 | 잘 알지도 못하면서        | Like You Know It All                  | Скульптор / сосед Чхон Су       | Sponge Entertainment              |
| 2009 | 보트                      | Лодка                                 | Hyung-gu                        | Sponge Entertainment              |
| 2009 | 국가대표                  | Take Off                              | Чэ Хон Тхэ / Боб                | Showbox                           |
| 2010 | 평행이론                  | Parallel Life                         | Чан Су Ён                       | CJ Entertainment                  |
| 2010 | 황해                      | The Yellow Sea                        | Гу Нам                          | Showbox                           |
| 2011 | 사랑한다, 사랑하지 않는다 | Come Rain, Come Shine                 | Другой человек                  | Next Entertainment World          |
| 2011 | 의뢰인                    | Клиент                                | Кан Сын Хи                      | Showbox                           |
| 2012 | 범죄와의 전쟁             | Nameless Gangster: Rules of the Time  | Чхве Хён Пэ                     | Showbox                           |
| 2012 | 러브 픽션                 | Love Fiction                          | Гу Джу Вол / детектив Ма Дон Ук | Next Entertainment World          |
| 2012 | 577 프로젝트              | 577 Project                           | Самого себя                     | Filament Pictures                 |
| 2013 | 뒷담화: 감독이 미쳤어요   | Behind the Camera                     | Самого себя                     | Filament Pictures                 |
| 2013 | 베를린                    | The Berlin File                       | Пе Чон Сон                      | CJ Entertainment                  |
| 2013 | 더 테러 라이브            | The Terror Live                       | Юн Ён Хва                       | Lotte Entertainment               |
| 2014 | 군도: 민란의 시대         | Kundo: Age of the Rampant             | Dolmuchi / Dolchi               | Showbox                           |
| 2015 | 허삼관                    | Chronicle of a Blood Merchant         | Хо Сам Гван                     | Next Entertainment World          |
| 2015 | 암살                      | Assassination                         | Hawaii Pistol                   | Showbox                           |
| 2016 | 아가씨                    | The Handmaiden                        | Граф Фудзивара                  | CJ Entertainment                  |
| 2016 | 터널                      | Тоннель                               | Чон Су                          | Showbox                           |
| 2017 | 신과 함께                 | Along with the Gods: The Two Worlds   | Ган Лим                         | Lotte Entertainment               |
| 2017 | 1987                      | 1987                                  |                                 | CJ Entertainment                  |
| 2018 | 신과함께: 인과 연         | Along with the Gods: The Last 49 Days | Ган Лим                         |                                   |
| 2018 | PMC: 더 벙커              | Take Point                            | Ахаб                            | CJ Entertainment                  |
| 2019 | 백두산                    | Извержение                            | Чо Ин Чан                       | CJ Entertainment                  |
| 2020 | 클로젯                    | The Closet                            | Sang-Won                        | CJ Entertainment                  |
| 2024 | 하이재킹                  | Угон самолёта 1971                    | Тхэ Ин                          | Sony Pictures Entertainment Korea |

#### Режиссёр/сценарист
- 2013 — Fasten Your Seatbelt
- 2015 — Chronicle of a Blood Merchant

### Телесериалы
| Год       | Корейское название | Английское название | Роль                | Телесеть | Примечания |
| 2002      | 똑바로 살아라      | Honest Living       | Ха Чон Ву           | SBS      |            |
| 2003—2004 | 무인시대           | Age of Warriors     | Lee Джи Гван        | KBS      |            |
| 2005      | 프라하의 연인      | Lovers in Prague    | Ан Дон Нам          | SBS      |            |
| 2007      | 히트               | H.I.T               | Ким Джэ Юн          | MBC      |            |
| 2016      | 안투라지           | Entourage           | Самого себя (эп. 1) | tvN      | cameo      |

### Музыкальное видео
- 2007 — Betrayal (Big Mama)

## Театр
- 2000 — Be Strong, Geum-soon!
- 2001 — The Good Doctor
- 2001 —  Кармен
- 2002 — В ожидании Годо
- 2002 — Стеклянный зверинец
- 2003 — Отелло

## Дискография
- 2012 — "Alaska" (романтический шимпанзе в исполнении Ха Чон Ву — Love Fiction OST)

## Книги
- 2011 — Ha Jung-woo, Good Feeling (сборник эссе)

## Награды и номинации
| Год  | Награда                                           | Категория                                   | Фильм                                | Итог      |
| ---- | ------------------------------------------------- | ------------------------------------------- | ------------------------------------ | --------- |
| 2005 | 25th Korean Association of Film Critics Awards    | Лучший новый актёр                          | The Unforgiven                       | Победа    |
| 2005 | 8th Director's Cut Awards                         | Лучший новый актёр                          | The Unforgiven                       | Победа    |
| 2006 | 42nd Baeksang Arts Awards                         | Лучший новый актёр (фильм)                  | The Unforgiven                       | Номинация |
| 2006 | 2nd Pyeongtaek Film Festival                      | Лучший актёр новых тенденций                | The Unforgiven, Time                 | Победа    |
| 2006 | 27th Blue Dragon Film Awards                      | Лучший новый актёр                          | The Unforgiven                       | Номинация |
| 2007 | 27th Oporto International Film Festival           | Лучший актёр                                | Время                                | Победа    |
| 2008 | 2nd Mnet 20's Choice Awards                       | Hot Movie Star - Male                       | The Chaser                           | Номинация |
| 2008 | 16th Chunsa Film Art Awards                       | Лучший актёр                                | The Chaser                           | Победа    |
| 2008 | 4th Premiere Rising Star Awards                   | Лучший актёр                                | The Chaser                           | Победа    |
| 2008 | 44th Baeksang Arts Awards                         | Лучший актёр (фильм)                        | The Chaser                           | Номинация |
| 2008 | 9th Korea Visual Arts Festival                    | Photogenic Award                            | The Chaser                           | Победа    |
| 2008 | 3rd A-Awards (Arena Homme + and Audi Korea)       | Man of the Year (Intelligence category)     | н/д                                  | Победа    |
| 2008 | 11th Director's Cut Awards                        | Лучший актёр                                | The Chaser, My Dear Enemy            | Победа    |
| 2008 | 17th Buil Film Awards                             | Лучший актёр                                | The Chaser, Beastie Boys             | Номинация |
| 2008 | 45th Grand Bell Awards                            | Лучший актёр                                | The Chaser                           | Номинация |
| 2008 | 31st Golden Cinematography Awards                 | Лучший актёр                                | The Chaser                           | Победа    |
| 2008 | 29th Blue Dragon Film Awards                      | Лучший актёр                                | The Chaser                           | Номинация |
| 2009 | 3rd Asian Film Awards                             | Лучший актёр                                | The Chaser                           | Номинация |
| 2009 | 45th Baeksang Arts Awards                         | Лучший киноактёр                            | My Dear Enemy                        | Номинация |
| 2009 | 3rd Mnet 20's Choice Awards                       | Hot Movie Star - Male                       | Take Off                             | Победа    |
| 2009 | 17th Chunsa Film Art Awards                       | Ensemble Acting Award (Cast)                | Take Off                             | Победа    |
| 2009 | 10th Busan Film Critics Awards                    | Лучший актёр                                | My Dear Enemy                        | Победа    |
| 2009 | 18th Buil Film Awards                             | Лучший актёр                                | My Dear Enemy                        | Победа    |
| 2009 | 46th Grand Bell Awards                            | Лучший актёр                                | Take Off                             | Номинация |
| 2009 | 5th University Film Festival of Korea             | Лучший актёр                                | Take Off                             | Победа    |
| 2009 | 30th Blue Dragon Film Awards                      | Лучший актёр                                | Take Off                             | Номинация |
| 2009 | 30th Blue Dragon Film Awards                      | Popular Star Award                          | Take Off                             | Победа    |
| 2010 | 7th Max Movie Awards                              | Лучший актёр                                | Take Off                             | Победа    |
| 2010 | 46th Baeksang Arts Awards                         | Лучший киноактёр                            | Take Off                             | Победа    |
| 2011 | 5th Asian Film Awards                             | Лучший актёр                                | Жёлтое море                          | Победа    |
| 2011 | 5th Asian Film Awards                             | Любимый актёр                               | Жёлтое море                          | Номинация |
| 2011 | 47th Baeksang Arts Awards                         | Лучший актёр (фильм)                        | Жёлтое море                          | Победа    |
| 2011 | 31st Korean Association of Film Critics Awards    | Лучший актёр                                | Жёлтое море                          | Победа    |
| 2012 | 6th Mnet 20's Choice Awards                       | 20's Movie Actor                            | Nameless Gangster: Rules of the Time | Номинация |
| 2012 | 16th Puchon International Fantastic Film Festival | Producer's Choice Award                     | н/д                                  | Победа    |
| 2012 | 5th Style Icon Awards                             | Top 10 Style Icon                           | н/д                                  | Победа    |
| 2012 | 56th Asia-Pacific Film Festival                   | Best Supporting Actor                       | Nameless Gangster: Rules of the Time | Номинация |
| 2012 | 21st Buil Film Awards                             | Лучший актёр                                | Nameless Gangster: Rules of the Time | Номинация |
| 2012 | 4th Pierson Movie Festival                        | Лучший актёр                                | Nameless Gangster: Rules of the Time | Победа    |
| 2012 | 3rd Korean Popular Culture & Arts Awards          | Prime Minister Award                        | н/д                                  | Победа    |
| 2012 | 33rd Blue Dragon Film Awards                      | Лучший актёр                                | Nameless Gangster: Rules of the Time | Номинация |
| 2012 | 33rd Blue Dragon Film Awards                      | Popular Star Award                          | Nameless Gangster: Rules of the Time | Победа    |
| 2013 | 7th Asian Film Awards                             | Best Supporting Actor                       | Nameless Gangster: Rules of the Time | Номинация |
| 2013 | 49th Baeksang Arts Awards                         | Лучший киноактёр                            | The Berlin File                      | Победа    |
| 2013 | 7th Mnet 20's Choice Awards                       | 20's Movie Star – Male                      | The Berlin File                      | Номинация |
| 2013 | 14th Busan Film Critics Awards                    | Лучший актёр                                | The Terror Live                      | Победа    |
| 2013 | 22nd Buil Film Awards                             | Лучший актёр                                | The Terror Live                      | Номинация |
| 2013 | 6th Style Icon Awards                             | Top 10 Style Icon                           | н/д                                  | Номинация |
| 2013 | 34th Blue Dragon Film Awards                      | Лучший актёр                                | The Terror Live                      | Номинация |
| 2013 | 8th A-Awards (Arena Homme + and Audi Korea)       | Charismatic Award                           | н/д                                  | Победа    |
| 2014 | 9th Osaka Asian Film Festival                     | Most Promising Talent                       | Fasten Your Seatbelt                 | Победа    |
| 2014 | 9th Osaka Asian Film Festival                     | Grand Prix Award                            | Fasten Your Seatbelt                 | Номинация |
| 2014 | 50th Baeksang Arts Awards                         | Лучший новый кинорежиссёр                   | Fasten Your Seatbelt                 | Номинация |
| 2014 | 50th Baeksang Arts Awards                         | Лучший киноактёр                            | The Terror Live                      | Номинация |
| 2014 | 34th Golden Cinema Film Festival                  | Grand Prize (Daesang) for Acting            | The Terror Live                      | Победа    |
| 2015 | 20th Chunsa Film Art Awards                       | Лучший актёр                                | Kundo: Age of the Rampant            | Победа    |
| 2015 | 35th Hawaii International Film Festival           | Renaissance Award                           | н/д                                  | Победа    |
| 2015 | 15th Gwangju International Film Festival          | Excellent Asia-Pacific Young Director Award | Chronicle of a Blood Merchant        | Номинация |
| 2015 | 52nd Grand Bell Awards                            | Лучший актёр                                | Assassination                        | Номинация |
| 2016 | 37th Blue Dragon Film Awards                      | Лучший актёр                                | The Tunnel                           | Номинация |
| 2016 | 53rd Grand Bell Awards                            | Лучший актёр                                | The Tunnel                           | Номинация |